# Ломазо
Лома́зо (итал. Lomaso) — упразднённая коммуна в Италии, расположена  в автономной области Трентино-Альто-Адидже, подчиняется административному центру Тренто. Ныне является фракцией коммуны Комано-Терме.
Население коммуны составляло, на 31.12.2009 года, 1658 человек, плотность населения ─ 39,93 чел./км². Коммуна занимала площадь 41,52 км². 
Почтовый индекс — 38070. Телефонный код — 0465.
Покровителями коммуны почитаются святые Кирик и Иулитта, празднование 16 июня.

## Демография
Название жителей населённого пункта — ломазиа́ни (итал. lomasiani). 
Динамика населения: